# 萊鋇克

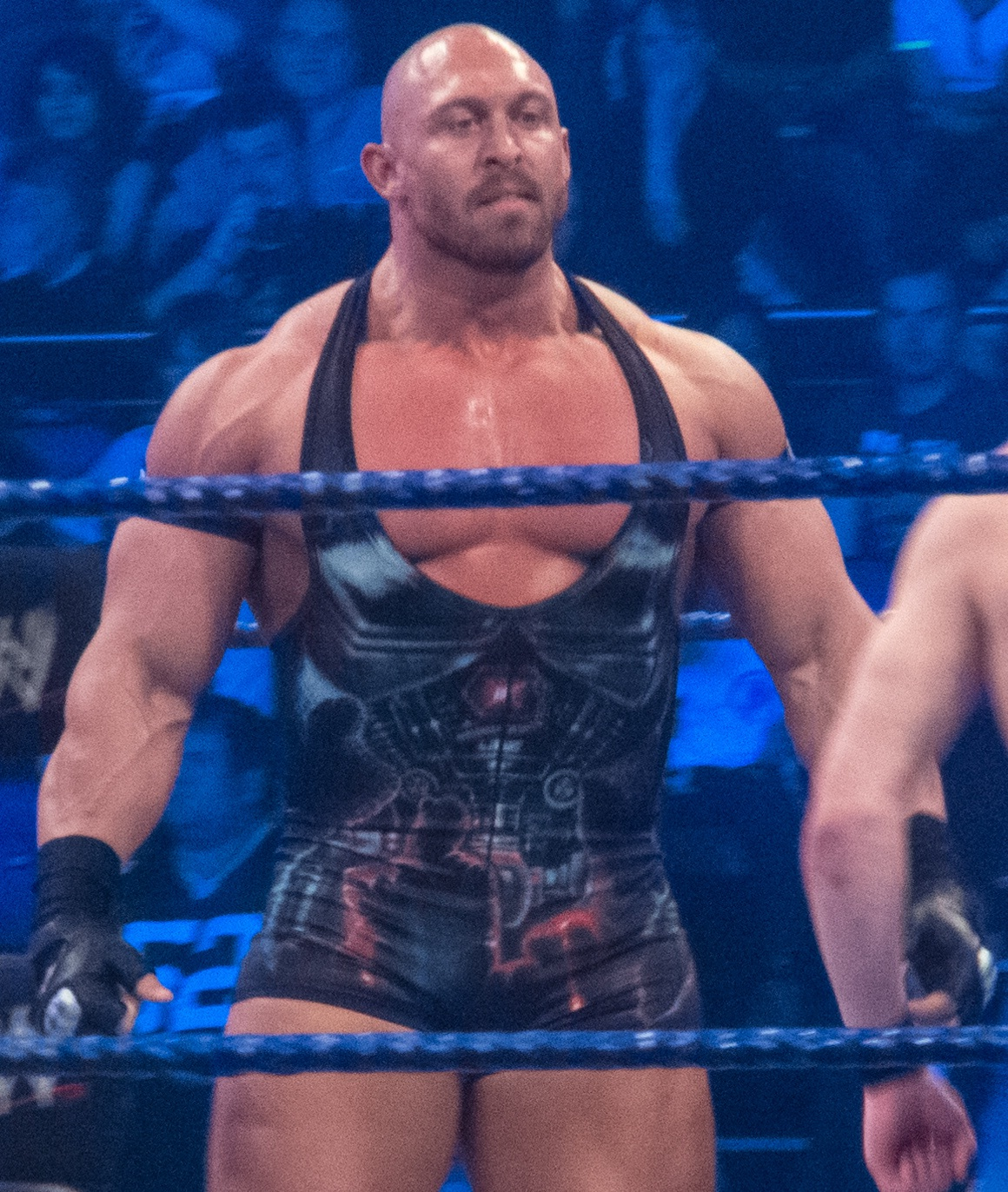
萊鋇克

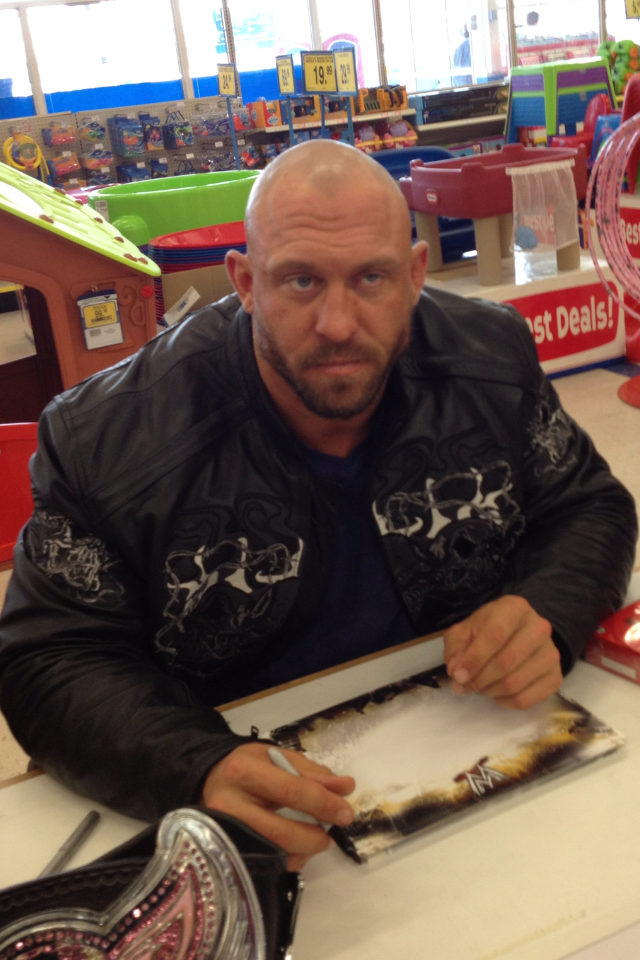
萊鋇克

萊鋇克（英語：Ryback，1981年11月10日—），本名萊恩·里夫斯（英語：Ryan Reeves），前世界摔角娛樂（WWE）旗下職業摔角選手，曾是一次WWE洲際冠軍，並在世界摔角娛樂節目WWE SmackDown中亮相，現於獨立圈繼續其摔角生涯。